# Castelo de Chester
Castelo de Chester localiza-se na cidade de Chester, Cheshire, na Inglaterra. É situado na extremidade sudoeste da área delimitada pelos muros da cidade. A fortificação fica em uma elevação com vista para o rio Dee. Em seu complexo estão as partes restantes do castelo medieval, juntamente com os edifícios neoclássicos projetados por Thomas Harrison que foram construídos entre 1788 e 1813. Partes dos edifícios neoclássicos são utilizados hoje como Corte da Coroa e como um museu militar. O museu e os restos medievais são uma atração turística.

## História
O castelo foi construído em 1070 por Hugo Lupo, o primeiro conde de Chester. É possível que foi construído no local de uma fortificação saxã anterior, mas isso não foi confirmado. A estrutura original teria sido um castelo de mota com uma torre de madeira. No século XII a torre de madeira foi substituída por uma torre de pedra quadrada, a Torre da Bandeira. Durante o mesmo século, o portão de pedra do pátio interior foi construído. Isto hoje é conhecido como a Torre Agrícola e no seu primeiro andar fica a capela de Santa Maria de Castro. A capela contém itens de arquitetura normanda. No século XIII, durante o reinado de Henrique III, paredes de um recinto exterior foram construídas, a porta de entrada na Torre Agrícola foi bloqueada para cima e acomodação residencial, incluindo um grande salão, foi construída ao longo da parede sul do pátio interior. Mais tarde no século, durante o reinado de Eduardo I, uma nova porta de entrada para o pátio exterior foi construída. Este foi ladeada por duas torres de meio-tambor e tinha uma ponte levadiça sobre um fosso de 8 metros de profundidade. Outras adições para o castelo neste momento incluíram câmaras individuais para o Rei e a Rainha, uma nova capela e estábulos.

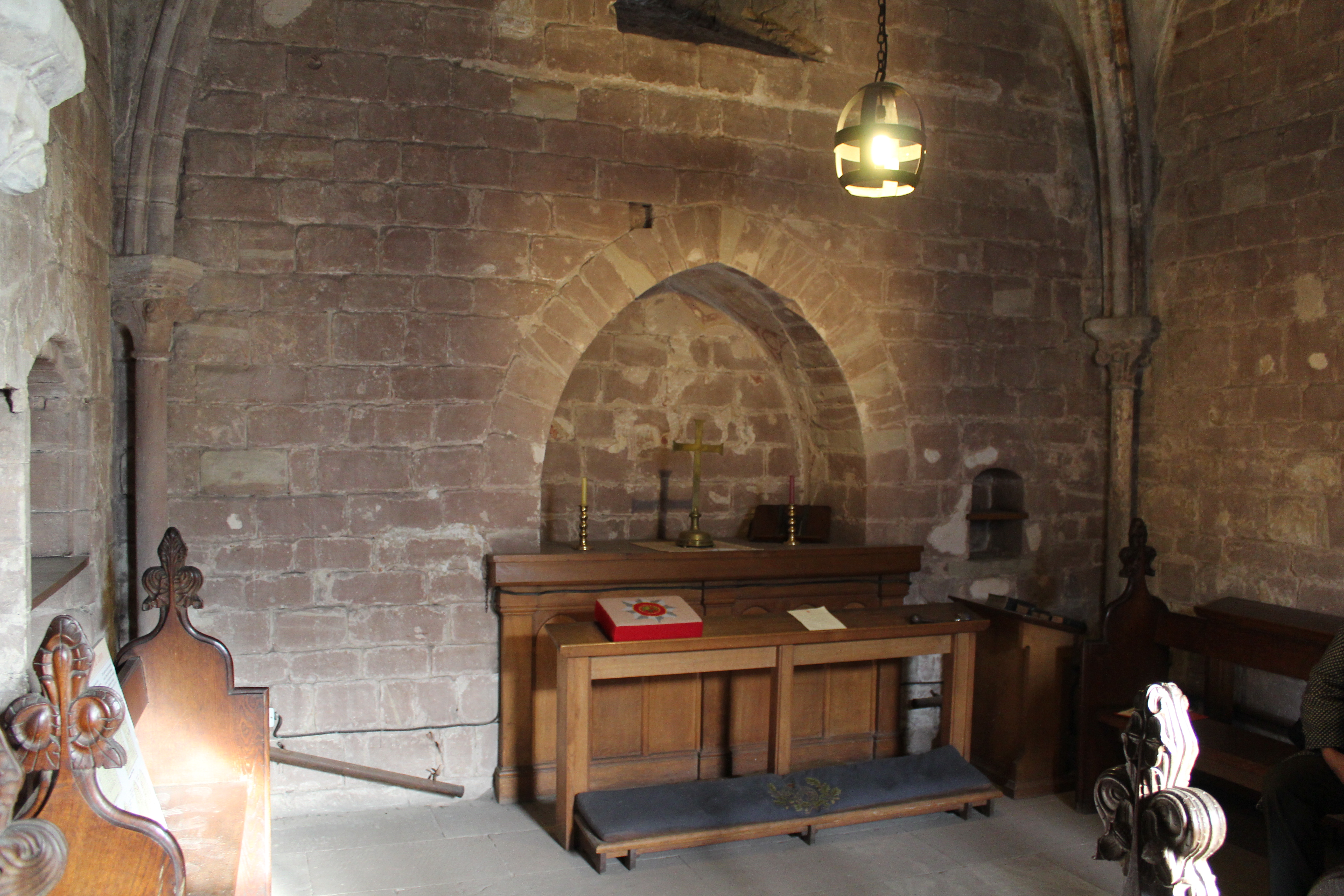
A capela normanda

Entre as pessoas proeminentes detidas como prisioneiros na cripta da Torre Agrícola estavam Ricardo II e Leonor Cobham, esposa de Humberto, Duque de Gloucester, e Andrew Moray, herói da Batalha de Stirling Bridge. Durante a Guerra das Rosas, o iorquista John Neville, 1º Marquês de Montagu foi capturado e preso no castelo por lencastrianos após a Batalha de Blore Heath, perto da cidade de Market Drayton, Shropshire, em 1459. Foi libertado do cativeiro após a vitória iorquista em Northampton em 1460. Fora do portão do pátio exterior ficava uma área conhecida como a Gloverstone, onde os criminosos à espera de execução eram entregues às autoridades da cidade. O Grande Salão foi reconstruído no final dos anos 1570.
Durante a Guerra Civil Chester foi mantida pelos monarquistas. O castelo foi atacado pelas forças parlamentares em julho de 1643, e em janeiro e abril de 1645. Juntamente com o resto da cidade, foi sitiada entre setembro de 1645 e fevereiro de 1646. Após a guerra civil, o castelo foi usado como uma prisão, um tribunal e um escritório de imposto. Em 1687 Jaime II assistiu à missa na capela de Santa Maria de Castro. A casa da moeda de Chester foi estabelecida e gerida em 1696 por Edmond Halley em um edifício ao lado da Torre da Meia Lua. Durante a Rebelião Jacobita de 1745 a colocação de armas foi construída na parede com vista para o rio.

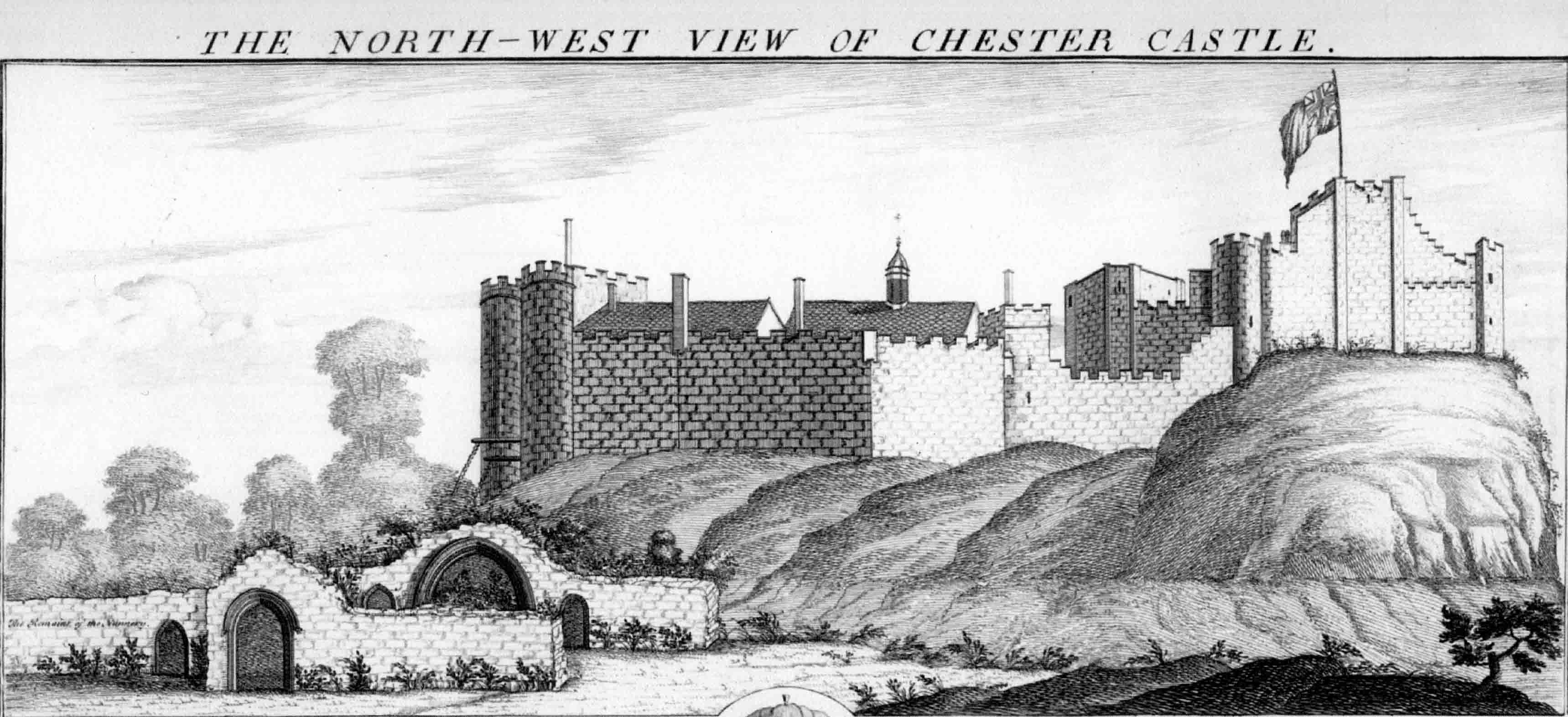
Gravura dos Irmãos Buck do Castelo de Chester em 1747.

Pela segunda metade do século XVIII grande parte da estrutura do castelo havia se deteriorado e John Howard, o reformador de prisão, foi particularmente crítico sobre as condições na cadeia. Thomas Harrison foi contratado para projetar uma nova prisão. Esta foi concluída em 1792 e elogiada como uma das melhores prisões construídas no país. Harrison, em seguida, passou a reconstruir o medieval Salão do Condado, em estilo neoclássico. Também construiu duas novas alas, uma para atuar como quartel, a outra como um arsenal, e desenhou uma nova entrada maciça para o local do castelo, denominado o Propileu. Os edifícios, que eram todos em estilo neoclássico, foram construídos entre 1788 e 1822. O historiador arquitetônico Nikolaus Pevsner comenta que o trabalho de Harrison constitui "um dos mais poderosos monumentos da arquitetura neogrega em toda Inglaterra".
Em 1925, depois de ter sido usado por 200 anos como uma loja de armazém e munições, a cripta e capela na Torre Agrícola foram reconsagradas pelo Bispo de Chester para uso do Regimento de Cheshire. Em 1939, a capela foi remodelada.

## Dias atuais

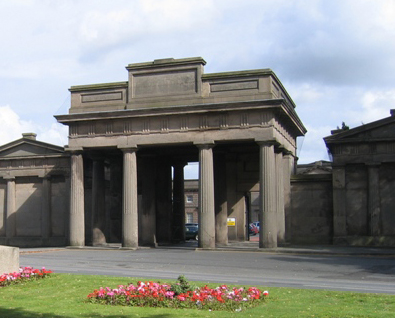
O propiléu de Harrison, a entrada cerimonial do Castelo

O complexo tem sua entrada pela Grosvenor Road através do Propiléu, um edifício listado Classe I. Este consiste de um entablamento maciço suportado em colunas dóricas amplamente espaçadas (estilo aéreo), ladeado por alojamentos como um templo. Bem à frente fica o antigo Salão do Condado (outro edifício Classe I), que hoje abriga a Corte da Coroa. Sua fachada possui 19 aberturas, as centrais sete das quais se projetam para frente e constituem um pórtico dórico. À esquerda fica a antiga quadra do quartel, o que hoje é a casa do Museu Militar de Cheshire. À direita fica o bloco que era originalmente um arsenal e mais tarde um rancho dos oficiais. Ambos os blocos são em estilo neoclássico e estão listados como Classe I.
Mais à direita estão os restos do castelo normando. A Torre Agrícola é um edifício listado Classe I. Foi construído em silhar de arenito com um telhado de metal em três andares. O piso térreo tem uma porta de entrada bloqueada e à direita do portão fica uma torre de escada ligeiramente saliente. Internamente, o piso térreo é composto de uma cripta, e no primeiro andar contém a capela de Santa Maria Castro. A Torre Agrícola também é um monumento programado. A capela ainda está consagrada como a capela regimental do Regimento de Cheshire. Seu teto é coberto com afrescos que datam do início do século XIII, que retratam a Visitação e os milagres realizados pela Virgem Maria que foram revelados durante o trabalho de conservação na década de 1990.

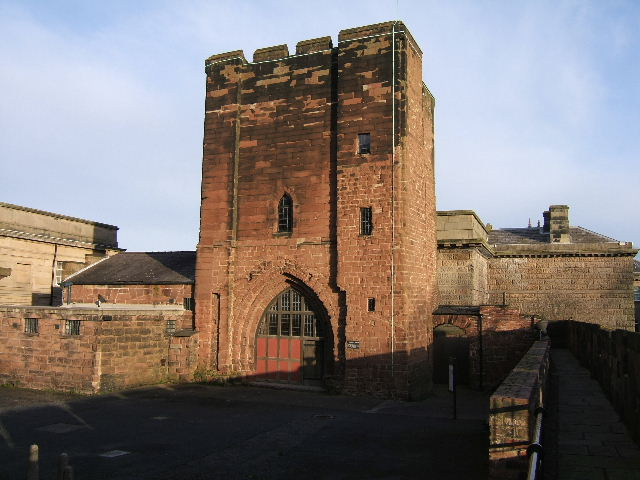
Torre Agrícola

Ao sul e oeste, as paredes de cortina, que incluem a Torre da Meia Lua, a Torre da Bandeira e a colocação de armas, estão listados como Classe I. Outras paredes dentro do complexo do castelo estão listadas na Classe II. Estes são os muros de arrimo e as grades do pátio desenhadas por Thomas Harrison, e duas outras áreas das fachadas medievais. No pátio do castelo há uma estátua da rainha Vitória datada de 1903 por Pomeroy. O pátio interno é gerido pelo Conselho de Cheshire Oeste e Chester, em nome da English Heritage.